# Giuseppe Baturi
Giuseppe Baturi (nacido el 21 de marzo de 1964) es un prelado italiano de la Iglesia Católica que ha sido arzobispo de Cagliari en Cerdeña desde 2020 y secretario de la Conferencia Episcopal Italiana (CEI) desde 2022.

## Biografía
Giuseppe Andrea Salvatore Baturi nació en Catania el 21 de marzo de 1964. Después de completar la escuela secundaria, obtuvo una licenciatura en derecho de la Universidad de Catania. Como estudiante del Seminario Arzobispal obtuvo una licenciatura en teología en el Estudio Teológico de San Paolo en Catania. Completó una licenciatura en derecho canónico en la Pontificia Universidad Gregoriana. Fue ordenado sacerdote de la diócesis de Catania el 2 de enero de 1993 por Luigi Bommarito, arzobispo de Catania.
Baturi fue párroco de Valcorrente, una aldea de Belpasso, de 1993 a 2002 y tesorero diocesano de 1999 a 2008. También fue vicario episcopal para Asuntos Económicos, miembro del Consejo Presbiteral, procurador general del Arzobispo, vicepresidente de la Ópera de Catanese para el Culto y la Religión, miembro de las juntas directivas de la Pía Obra de los Clérigos Pobres, del Instituto Educativo Pía San Benedetto y de la Asociación del Comité Regina Pacis de Belpasso. y miembro del comité directivo de la Fundación Michelangelo Virgilito de Palermo. También fue jefe de Comunión y Liberación de Sicilia. Se convirtió en Canónigo Mayor del Cabildo Catedral de Catania en 2012.
De 2012 a abril de 2019 fue director de la Oficina Nacional de Problemas Jurídicos y secretario del Consejo de Asuntos Jurídicos del CEI. Se convirtió en subsecretario del CEI en 2015.
El 16 de noviembre de 2019, el Papa Francisco lo nombró arzobispo de Cagliari. Recibió su consagración episcopal en el Santuario de Nuestra Señora de Bonaria el 5 de enero de 2020 del cardenal Gualtiero Bassetti, arzobispo de Perugia. Fue instalado como obispo de Cagliari ese mismo día. Recibió el palio, símbolo de su condición de metropolitano, el 20 de septiembre de manos del arzobispo Emil Paul Tscherrig, nuncio apostólico en Italia, frente a la catedral de la Piazza Palazzo.
El 25 de mayo de 2021, fue elegido vicepresidente del CEI para el centro de Italia.
En marzo de 2022 se reunió con el jefe de la comunidad ucraniana en Cagliari y en abril de 2022, visitó Ucrania para expresar su solidaridad con su antiguo compañero de escuela, el arzobispo Mieczysław Mokrzycki de Leópolis.
El 5 de julio de 2022, el Papa Francisco lo nombró secretario del CEI. Baturi dijo que continuaría sirviendo como arzobispo de Cagliari.